# Relations entre la France et la Mongolie
Vous lisez un « bon article » labellisé en 2019.
Les relations entre la France et la Mongolie ou relations franco-mongoles sont les liens, échanges, rencontres, collaborations et confrontations, qu'ils soient d’ordre économique, diplomatique ou culturel, qu’ont entretenus hier et entretiennent aujourd’hui la France et la Mongolie.
Si de premiers contacts se nouèrent entre les souverains français et mongols au XIIIe siècle, les relations entre les deux pays n'eurent pas de caractère officiel avant la reconnaissance de la Mongolie par la France le 27 avril 1965, ni de réelle intensité avant la révolution démocratique de la Mongolie en 1990, induisant sa sortie du « joug » soviétique.
Depuis, ces relations se sont renforcées, à la suite notamment de deux événements : la visite en 1996 du président mongol Ochirbat en France qui aboutit à la signature du premier accord d’amitié entre les deux pays, et le décollage de l'économie mongole, au début des années 2010, qui donna lieu à la signature de nombreux accords franco-mongols. Pour autant, ces relations demeurent aujourd'hui ténues, particulièrement dans le domaine économique. 
Pour la Mongolie, la France fait partie des « troisièmes voisins » européens, et incarne pour elle un partenaire alternatif qui peut contribuer à son émancipation face aux deux puissances qui l'entourent, la Russie et la Chine. Les relations franco-mongoles s'inscrivent dans un cadre plus général de partenariat avec l'Union européenne, qui est aujourd'hui le troisième partenariat commercial de la Mongolie. Un accord-cadre de partenariat Union européenne-Mongolie voit ainsi le jour en 2017.

## Histoire des relations

### Premiers contacts (XIIIesiècle)
Les premiers contacts officiels entre deux personnalités publiques française et mongole semblent remonter au milieu du XIIIe siècle et l’envoi des émissaires André de Longjumeau et Guillaume de Rubrouck à la cour des souverains gengiskhanides,.

#### Voyages d'André de Longjumeau en Mongolie (1245-1251)
André de Longjumeau, un frère prêcheur et diplomate dominicain, prit part en 1245 à une mission religieuse voulue par le pape Innocent IV et le roi Saint Louis afin de servir leurs ambitions orientales. Il est envoyé une première fois au Levant en vue d'en apprendre davantage sur les intentions de baptême des Mongols et remet la correspondance du pape Innocent IV à un général mongol à Tauris près de Tabriz, la capitale mongole en Perse. En 1249, il est renvoyé en mission par Saint Louis, dans le but de gagner la capitale mongole de Karakoroum, de tenter de nouer une alliance contre les musulmans afin de secourir la Terre sainte et enfin d'essayer d'introduire dans ces contrées le christianisme romain. Cette ambassade était une réponse à une lettre d'un général mongol que reçut Saint Louis, censée relayer la volonté du Grand Khan, Güyük, de lui proposer une alliance militaire,. Cette mission échoua dans ses objectifs puisque, arrivé à destination, André de Longjumeau ne put que constater premièrement le décès du Grand Khan, et ensuite que les intentions des Mongols étaient davantage belliqueuses qu'amicales, avec la volonté de faire de Saint Louis le vassal de leur empire.

#### Voyage de Guillaume de Rubrouck (1253-1255)

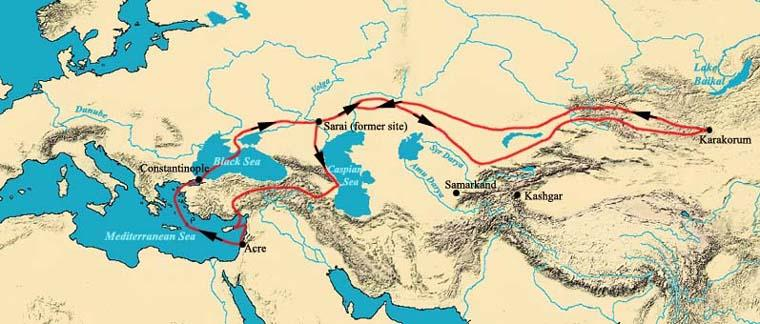
Itinéraire du voyage de Guillaume de Rubrouck.

Saint Louis refusa de répondre aux menaces des Mongols, mais persévéra en envoyant une deuxième mission en Mongolie, avec à sa tête Guillaume de Rubrouck, un franciscain. Le souverain restait persuadé que les Mongols pouvaient être des alliés contre l'Islam et potentiellement de futurs chrétiens, en raison de leur apparente tolérance religieuse. Si la mission s'avéra être un nouvel échec (ne parvenant ni à conclure une alliance entre les deux puissances, ni à convertir le Grand Khan), la lettre que de Rubrouck écrivit au roi et le rapport détaillé de son voyage intitulé Voyage dans l’Empire mongol qui l’accompagne demeurent un témoignage extraordinaire et l'une des rares sources existantes sur la vie mongole au XIIIe siècle, puisqu'elle précède les voyages de Marco Polo. En 1262, une ambassade mongole fut envoyée à Saint Louis, renouvelant l'offre d'une alliance avec les chrétiens. Ne se différenciant pas des autres, conservant notamment la condition de reconnaitre la supériorité mongole, ce que ni Saint Louis ni la papauté n'étaient prêts à accepter, elle enterra l'idée d'une telle alliance.

### La Mongolie sous la domination Mandchoue (finXVIIe–XXesiècle)
Aucune trace historique ne permet d'attester de relations entre la France et la Mongolie entre les missions envoyées par Saint Louis jusqu'au XXe siècle. En outre, à partir de la fin du XVIIe siècle, l'Empire mongol s'effondre et passe sous la domination de la dynastie mandchoue, empêchant la Mongolie d'entretenir des relations diplomatiques avec la France. 
En revanche, la Mongolie n'est pas absente de la littérature française, pour le meilleur et pour le pire. Montesquieu dans De l'Esprit des lois ou Voltaire dans son Essai sur les mœurs et l'esprit des nations sont aujourd'hui accusés d'avoir colporté des idées reçues souvent erronées sur ces peuples lointains,,, tandis que le Père Évariste Régis Huc ou les Carnets de voyages de Catherine de Bourboulon qui traverse la Mongolie en 1861, suscitèrent l’intérêt des élites françaises pour ces portraits de vastes territoires peuplés de nomades.

### Époque contemporaine (XXesiècle- aujourd'hui)

#### Mongolie autonome (1911-1924)

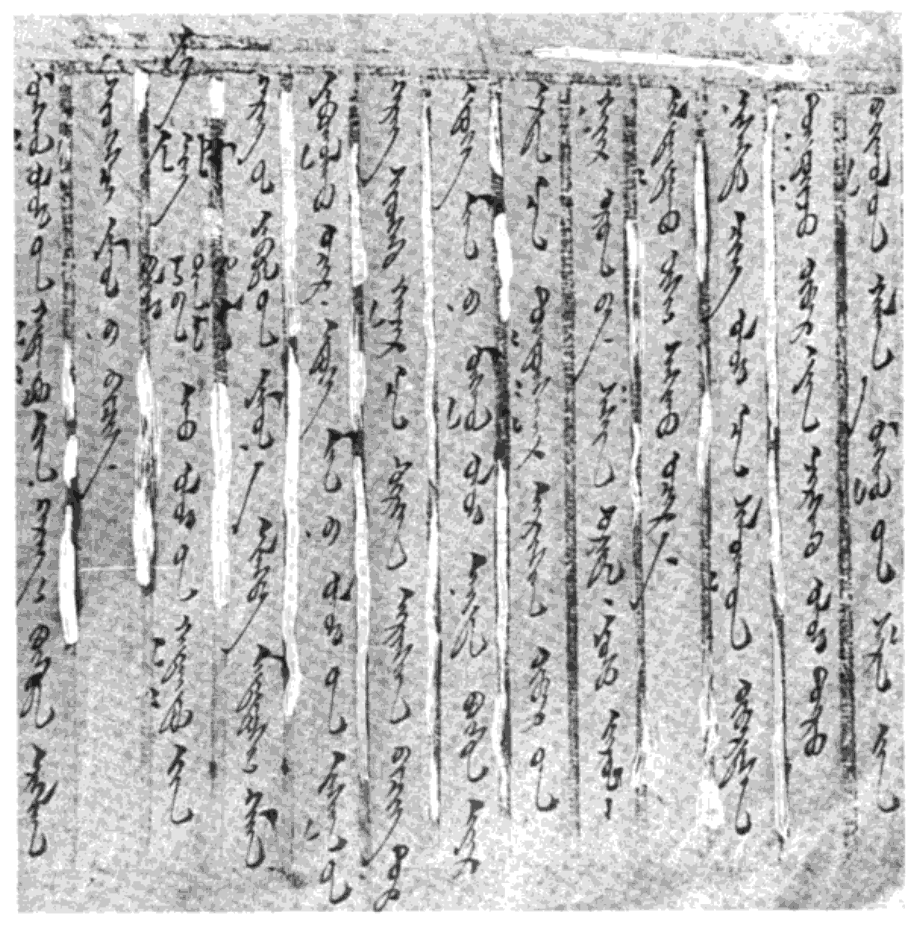
Lettre du ministre des Affaires étrangères de Mongolie annonçant aux ministères des Affaires étrangères français, anglais, allemand, américain, belge, japonais, danois, hollandais et australien, la déclaration d'indépendance de la Mongolie de 1912.

Profitant de la révolution chinoise de 1911 et de l'éviction du dernier empereur mandchou, Puyi, l'actuelle Mongolie proclama son indépendance le 1er décembre 1911 en tant que Mongolie autonome sous la forme d'un gouvernement théocratique. Mais cette autonomie, entre l'Empire russe et la Chine, eux-mêmes en plein bouleversement, était précaire. La France ne reconnut pas officiellement cette indépendance malgré l'envoi d'une requête par les autorités mongoles aux puissances occidentales. Les autorités françaises s’interrogèrent, en effet, sur les conséquences qu'auraient une reconnaissance de ce nouvel État, et l'ingérence que cela pourrait représenter dans le conflit entre la Russie et la Chine. Ainsi, les diplomates français consultèrent les autres pays concernés par cette requête afin de connaitre leur position. Ceux-ci, semblant opérer la même stratégie de prudence, empêchèrent la Mongolie de disposer d'une autonomie reconnue internationalement. D'ailleurs, seul le Tibet, lui aussi en conflit avec la Chine, reconnut cette indépendance.

#### République populaire mongole (1924-1990)
En 1924, la Mongolie devint un État satellite de l'Union soviétique, à parti unique. La transformation d'une Mongolie indépendante naissante en une Mongolie sous influence soviétique, ne disposant pas d'une parole libre sur la scène internationale empêcha la France d'entretenir des relations officielles avec elle. 
Ce n'est qu'en 1961 qu'un premier rapprochement s’opéra, lorsque la France soutint la huitième tentative, depuis 1946, de demande d'adhésion de la Mongolie pour intégrer l'ONU. Celle-ci est effective le 27 octobre 1961. À la suite de cela, le 7 février 1965, un diplomate mongol, Nyamiyn Nouvsanchultem, rencontra l'ambassadeur français d'URSS à Moscou pour proposer l'établissement de relations diplomatiques entre les deux pays. Nouvsanchultem propose que la France accrédite à Oulan-Bator son représentant à Moscou et que la Mongolie accrédite à Paris son représentant à Londres. La proposition est acceptée côté français, tout en précisant que la Mongolie ne disposerait que d'un chargé d'affaires permanent : « l'importance du poste ne parait pas nécessiter la nomination d'un ambassadeur» d'après le ministre des Affaires étrangères français Maurice Couve de Murville. Leurs relations diplomatiques sont donc officialisées pour la première fois le 30 mars 1965 par un courrier de Couve de Murville envoyé à son homologue mongol, s'accordant sur l'échange de représentants diplomatiques. 
Le diplomate français Philippe Richer est envoyé en voyage de deux à trois semaines quatre fois par an, devenant ministre plénipotentiaire en Mongolie, le premier envoyé diplomatique français en Mongolie depuis 1253. L'ambassadeur mongol Bayaryn Jagarlsaikhan est agréé le 7 avril 1965 et l'ambassade mongole est ouverte à Paris le 27 avril 1965. Le premier ambassadeur français en Mongolie, Georges Perruche, est nommé le 4 janvier 1966 et l'ambassade à Oulan-Bator ouverte le 5 mai 1966. C'est à cette époque que les premières formations de français sont dispensées à l'université nationale de Mongolie. 
L'ambassade de France est néanmoins fermée en 1984 « faute d'avoir pu développer des échanges significatifs avec un pays encore très fermé jusqu'à cette époque et en raison de l'impossibilité de doter l'ambassade de locaux dignes de la représentation française » d'après le groupe d'amitié franco-mongole interparlementaire pourtant créé en 1982.
À partir de 1984, les relations diplomatiques subsistent, mais les responsabilités françaises ont été fragmentées entre trois postes : l'accréditation politique à Moscou, les relations commerciales à Pékin et la couverture financière à Tokyo. Un tel éparpillement ne facilita évidemment pas des relations rapprochées.
Dans les faits, la présence française effective en Mongolie à partir de 1984 s'est résumée au maintien d'un lecteur à Oulan-Bator, chargé d'animer la politique linguistique et culturelle française.

#### L’établissement de la démocratie en Mongolie (depuis 1990)

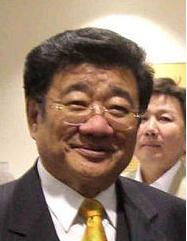
Ochirbat, premier président mongol à se rendre en France.

Dès la fin des années 1980, les meetings populaires qui demandaient la fin du règne du parti unique en Mongolie ne faiblirent pas malgré les réformes économiques entreprises par Jambyn Batmönkh. Après ces manifestations inédites, des élections libres furent organisées en 1990. Concomitant a ce bouleversement politique, le passage à l’économie de marché fut délicat et douloureux pour son économie, en raison notamment de son ancienne dépendance vis-à-vis de l'URSS. Pour la première fois de son histoire, l'opposition remporta l'élection présidentielle de 1993 avec la victoire de Punsalmaagiyn Ochirbat, et la première majorité à l'assemblée en 1996. 
Ce renouvellement politique contribua au nouveau départ dont bénéficièrent les relations franco-mongoles, symbolisé par la visite officielle (17 avril 1996) du président Ochirbat en France, premier chef d’État mongol à s'y rendre. Cette visite est marquée par la signature d’un accord d’amitié et de coopération, et la conclusion de plusieurs accords techniques (scientifique, culturel et militaire). À la suite d'une autre visite, cette fois celle du groupe d'amitié franco-mongol du Sénat français en Mongolie, le gouvernement français prend également la décision de rouvrir l'ambassade française en octobre 1996. S'ensuivront des rencontres bilatérales entre ministres des deux pays structurant un peu plus ces nouvelles relations.

#### L'envol économique de la Mongolie (depuis 2010)
Au début des années 2010, portée par l'envol du prix des matières premières, la Mongolie connait une période de faste économique (17 % de croissance en 2011). Cette vitalité économique a pour conséquence de faire décoller les importations de produits français et de renforcer l’appétence des investisseurs pour ce pays d'Asie (notamment dans le secteur énergétique et minier). En 2013, le ministre des Affaires étrangères français, Laurent Fabius, effectue une visite très remarquée en Mongolie, permettant de renforcer le dialogue de haut niveau, et les accords de partenariat entre les deux pays. Depuis, les rencontres entre dirigeants se font plus fréquentes, et les échanges économiques ont augmenté. La France cherche à maintenir et renforcer par différents moyens, qu'ils soient diplomatiques, culturels, scientifiques ou commerciaux, sa position parmi les « troisièmes voisins » de la Mongolie. Un accord de partenariat et de coopération entre l’UE et la Mongolie (signé en avril 2013 et ratifié par la France depuis) est entré en vigueur en novembre 2017, avec pour objectif de renforcer les échanges économiques entre les signataires
Toutefois, les relations entre les deux pays demeurent modestes et l’intérêt de la France pour la Mongolie reste dépendant de la bonne santé de l'économie mongole (en témoigne la baisse des exportations depuis le ralentissement de l'économie mongole en 2017).
En 2019, la France est la quatrième source européenne d'investissements directs à l'étranger à destination de la Mongolie.
Le 21 mai 2023, Emmanuel Macron, de retour après le sommet du G7 au Japon, fit la première visite d'un président de la république en Mongolie. Le chef de l'État rencontra son homologue Ukhnaagiin Khürelsükh, le premier ministre Luvsannamsrai Oyun-Erdene et visita le musée Gengis-Khan, qui doit prêter une partie de sa collection au muséum de Nantes. La rencontre se porte sur des échanges bilatéraux de coopérations économiques, la décarbonation du pays et la diplomatie, la Mongolie étant proche de la Russie et de la Chine face à la guerre russo-ukrainienne.

## Relations économiques et commerciales

### Caractérisation des relations économiques entre la France et la Mongolie

#### Deux économies différentes
La France et la Mongolie sont deux économies éloignées, géographiquement et structurellement. La Mongolie est un pays en développement disposant d'une superficie équivalente à trois fois la France, mais peuplée de tout juste 3 millions d'habitants pour plus de 65 pour la France. L'économie mongole est sortie de 80 années de planification économique et d'une dépendance très forte avec l'URSS (80 % des échanges en 1991). Son adaptation a donc été difficile et longue. Pourtant le pays connaît au début des années 2010 un boom économique principalement dû à l'exploitation des matières premières dont il est abondamment pourvu. Son taux de croissance était de 17,5 % du PIB en 2011 puis est rapidement retombé dès 2016. La Mongolie demeure la 136e puissance économique mondiale et la France se positionne à la 7e d'après le classement de la Banque Mondiale de 2017.

#### La stratégie mongole vis-à-vis de la France
Enclavée entre la Chine et la Russie, l’indépendance économique mongole reste fragile et représente une faiblesse à laquelle les dirigeants du pays veulent remédier en cherchant à nouer des liens privilégiés avec les pays occidentaux notamment, pour échapper au déterminisme de l’enclavement. Les autorités mongoles ont pour cela adopté la « politique de troisième voisin » transposée sur le plan économique avec le principe des « trois tiers ». Celle-ci affirme vouloir maintenir de bonnes relations avec ses deux voisins géographiques tout en développant des relations privilégiées avec d'autres partenaires, en particulier avec les États-Unis et l'Europe et parmi ses membres la France (un tiers des investissements étrangers à la Chine, un tiers à la Russie et un tiers aux « troisièmes voisins »).
| #                   | Fournisseurs | Fournisseurs | #   | Clients (destination des exportations en %) | Clients (destination des exportations en %) |
| ------------------- | ------------ | ------------ | --- | ------------------------------------------- | ------------------------------------------- |
| 1er                 | Chine        | 31,1 %       | 1er | Chine                                       | 79 %                                        |
| 2e                  | Russie       | 25,8 %       | 2e  | Royaume-Uni                                 | 16 %                                        |
| 3e                  | Japon        | 9,9 %        | 3e  | Russie                                      | 1,1 %                                       |
| 4e                  | Corée du Sud | 5,9 %        | 4e  | Allemagne                                   | 0,9 %                                       |
|                     |              |              |     |                                             |                                             |
| 19e                 | France       | 0,6%         | 12e | France                                      | 0,1 %                                       |
| Sources : 2016 WITS |              |              |     |                                             |                                             |

#### La stratégie française vis-à-vis de la Mongolie
Malgré la relative bonne santé économique de la Mongolie et un intérêt pour le renforcement des échanges économiques exprimé par les deux parties, ceux-ci sont restés faibles jusqu’à aujourd'hui (même s'ils ont connu un regain lors des quelques années de forte croissance de l'économie mongole). Avec Areva, présent depuis 1997, seules une trentaine d'entreprises françaises se sont jusqu'à présent installées sur ce territoire. Si la France semble pour le moment privilégier le Kazakhstan dans son implantation régionale, un rapprochement avec la Mongolie pourrait se concrétiser notamment au vu des richesses en matières premières du sous-sol mongol. Une chambre de commerce et d’industrie franco-mongole a d'ailleurs été ouverte à Oulan-Bator afin de contribuer au développement des relations économiques, industrielles et commerciales entre la France et la Mongolie. 
| #                   | Fournisseurs (origine des importations en %) | Fournisseurs (origine des importations en %) | #    | Clients (destination des exportations en %) | Clients (destination des exportations en %) |
| ------------------- | -------------------------------------------- | -------------------------------------------- | ---- | ------------------------------------------- | ------------------------------------------- |
| 1er                 | Allemagne                                    | 15,8 %                                       | 1er  | Allemagne                                   | 16,1 %                                      |
| 2e                  | Chine                                        | 9%                                           | 2e   | Espagne                                     | 7,5 %                                       |
| 3e                  | Italie                                       | 7,7 %                                        | 3e   | États-Unis d'Amérique                       | 7,4 %                                       |
| 4e                  | Belgique                                     | 6,7 %                                        | 4e   | Italie                                      | 7,3 %                                       |
|                     |                                              |                                              |      |                                             |                                             |
| 167e                | Mongolie                                     | 0,0 %                                        | 156e | Mongolie                                    | 0,0 %                                       |
| Sources : 2017 WITS |                                              |                                              |      |                                             |                                             |

### Secteurs économiques concernés par ces relations
Aujourd'hui, les intérêts mongols et français convergent dans plusieurs secteurs économiques.
- Énergie/matières premières et notamment l'uranium : Les ressources minières mongoles sont intéressantes pour l'économie française, notamment et avant tout les ressources d'uranium[36]. Le groupe nucléaire français Orano (anciennement Areva), présent depuis 1997, après dix ans de prospectives, a signé le 26 octobre 2013 à Oulan-Bator, un accord de partenariat stratégique avec le Mongol Mon-Atom et le Japonais Mitsubishi Corporation pour l'exploitation de deux gisements d'uranium dans le sud-est de la Mongolie[37]. Cette nouvelle a par ailleurs déclenché des mouvements de protestations antinucléaires en Mongolie[38]. Par la suite, une enquête a été ouverte à l'encontre de la société Orano (ex-Areva) concernant la conclusion de cet accord. Le parquet national financier enquête sur des soupçons de corruption d'agents publics étrangers[39]. En outre, d'autres entreprises françaises dans le secteur énergétique sont présentes en Mongolie, comme Air Liquide ou Engie qui a remporté en 2012 un contrat pour la construction d'une centrale à charbon à Oulan-Bator[40], et un autre en 2017 pour la construction du parc éolien à Sainshand[41].
- Agriculture : Une coopération en matière agricole existe notamment par le développement de la filière laitière en Mongolie (bovin et ovin). Cette coopération agricole permet d'accompagner les programmes d'importation d'animaux vivants français que la Mongolie souhaite intensifier, et de mettre en place des formations destinées aux professionnels mongols pour une valorisation de leurs produits de qualité grâce aux appellations d'origine[42].
- Tourisme : Plus de 7 000 visiteurs français se sont rendus en Mongolie en 2014 (période au cours de laquelle les Français avaient été exemptés de visa pour la Mongolie) et 9 000 en 2017[43]. La France est le 2e pays européen émetteur, derrière l'Allemagne et devant le Royaume-Uni[42]. D'ailleurs, le secteur touristique en Mongolie attire aussi des travailleurs français, puisqu'ils représentent 4,5 % des travailleurs étrangers en Mongolie dans le secteur[44]. Avec 2 000 à 2 500 visas de court séjour délivrés chaque année, le tourisme des Mongols en France en revanche reste marginal. Toutefois, l'émergence d'une classe moyenne crée un contexte favorable pour le développement des voyages. Une ligne aérienne directe entre Oulan-Bator et Paris a d'ailleurs été expérimentée durant l'été 2014 mais n'a pas été poursuivie[42]. Un accord-cadre de coopération dans le domaine du tourisme unit les deux pays. Il vise à promouvoir le patrimoine naturel et culturel, et un secteur du tourisme durable et responsable en Mongolie. Signé en 2005, il est renouvelé en 2015 lors de la visite du président Tsakhiagiyn Elbegdorj en France[45].

### Tendance du commerce bilatéral
Le commerce bilatéral entre les deux pays s’élève à peine à 30 millions d’euros en 2018. Il avait pourtant été multiplié par six entre 2003 et 2011, passant de 8,3 millions à 52,4 millions d’euros, alors qu'il était marginal dans les années 1990. Ce décollage, poussé par la croissance très forte de la Mongolie au début des années 2010, avait pour principale composante une forte hausse des exportations françaises. 

Seulement, cette parenthèse s'est terminée et la Mongolie a rencontré de profondes difficultés depuis, en raison notamment de sa forte dépendance vis-à-vis de sa voisine la Chine et du cours des matières premières. La crainte d’un défaut de paiement sur la dette souveraine mongole a même conduit à l’intervention du Fonds monétaire international (FMI) en 2017. En 2016, les échanges étaient retombés à 14,8 millions d’euros. Après cinq années de baisse, ces échanges repartent toutefois légèrement à la hausse malgré l’embargo de la Russie sur les produits alimentaires européens et l’impossibilité de transit par ce pays.

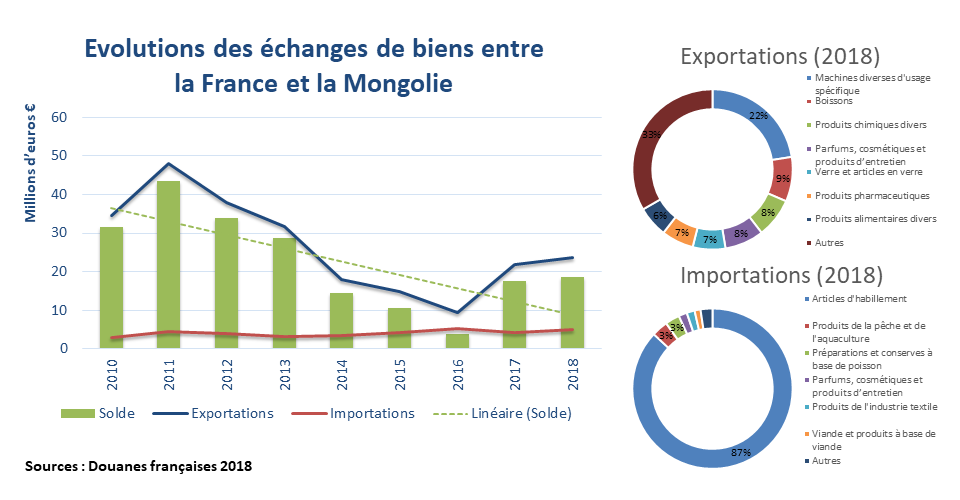
Évolution des exportations et importations de biens entre la France et la Mongolie en 2018.

#### Exportations françaises vers la Mongolie
La Mongolie réalise la très grande majorité de ses achats auprès de ses deux pays voisins, la Russie et la Chine. La France occupe une part de marché marginale (19e fournisseur en 2016). Pour autant les exportations françaises représentent la grande majorité des échanges commerciaux entre les deux pays qui se concentrent sur un nombre restreint de secteurs. En 2018, les ventes de machines diverses liées notamment à la demande des secteurs minier et de la construction en Mongolie représentent 22 % des exportations, suivis par d'autres produits industriels (produits pharmaceutiques, chimiques…), et les produits issus de l’industrie agroalimentaire.

#### Importations françaises en provenance de la Mongolie
La France n'est que le 12e client de la Mongolie. Ces importations sont quasi exclusivement des produits textiles (87 %) notamment des chandails en cachemire. Le volume de ces importations n'a que peu varié depuis 2010.

## Relations politiques, diplomatiques et militaires

### Rencontres bilatérales et visites de dirigeants politiques
Plusieurs présidents mongols se sont rendus en France, et seul Emmanuel Macron s'est à ce jour rendu à Oulan-Bator. De multiples rencontres entre ministres ont été organisées, et ce d'autant plus depuis la visite de Laurent Fabius en Mongolie de 2013, alors qu'il était ministre des Affaires étrangères français. 
L'Assemblée nationale française et le Sénat disposent par ailleurs chacun d'un groupe d'amitié France-Mongolie,, qui ont organisé à plusieurs reprises des visites de délégation en Mongolie pour évaluer l'état des relations entre les deux pays,. 

### Représentations diplomatiques et conditions d'entrées

#### Ambassades et consulats
La France dispose d'une ambassade à Oulan-Bator en Mongolie, tandis que la Mongolie dispose d'une ambassade et d'un consulat à Paris.

#### Visas et conditions d'entrées
Sur la période 2014-2015, les Français bénéficiaient d'une exemption de visa pour entrer et séjourner en Mongolie. Cependant, à peine deux ans plus tard, les autorités locales ont décidé de supprimer ce privilège à compter du 1er janvier 2016. Désormais Français et Mongols doivent faire la demande d'un visa pour se rendre dans les deux pays respectifs. 
|                                                             | Court séjour | Long séjour |
| ----------------------------------------------------------- | ------------ | ----------- |
| Conditions d'entrées des Français en Mongolie               | ❌           | ❌          |
| Conditions d'entrées des Mongols en France                  | ❌           | ❌          |
| Légende : Entrée sans visa ; Visa obligatoire               |              |             |
| Sources : France Diplomatie Ambassade française en Mongolie |              |             |

### Principaux accords et traités bilatéraux
Les relations entre la France et la Mongolie sont régies par plusieurs accords et traités qui unissent leurs actions dans des domaines jugés stratégiques. 
| Intitulé | Type                                   | Date de signature | Lieu de signature                 | Date d'entrée en vigueur |
| --- | -------------------------------------- | ----------------- | --------------------------------- | ------------------------ |
| Accord sur l’échange des représentants diplomatiques | BILATERAL - Accord intergouvernemental | 30 mars 1965      | Paris (France) et Moscou (Russie) |                          |
| Accord entre le gouvernement de la République française et le gouvernement de la République populaire de Mongolie sur l'encouragement et la protection réciproques des investissements | BILATERAL - Accord intergouvernemental | 8 novembre 1991   | Oulan-Bator (Mongolie)            | 22 décembre 1993         |
| Accord de coopération commerciale et économique entre la Communauté économique européenne et la Mongolie                                                                               | EUROPEEN                               |                   | Luxembourg                        | 1er mars 1993            |
| Accord d'amitié et de coopération entre le gouvernement de la République française et le gouvernement de la Mongolie                                                                   | BILATERAL - Accord intergouvernemental | 18 avril 1996     | Paris (France)                    | 1er novembre 1997        |
| Accord-cadre de partenariat et de coopération entre l'Union européenne et ses États membres, d'une part, et la Mongolie, d'autre part                                                  | EUROPEEN                               | 15 février 2017   | Strasbourg (France)               |                          |
| Sources : Diplomatie.gouv.fr |                                        |                   |                                   |                          |

### Coopération militaire

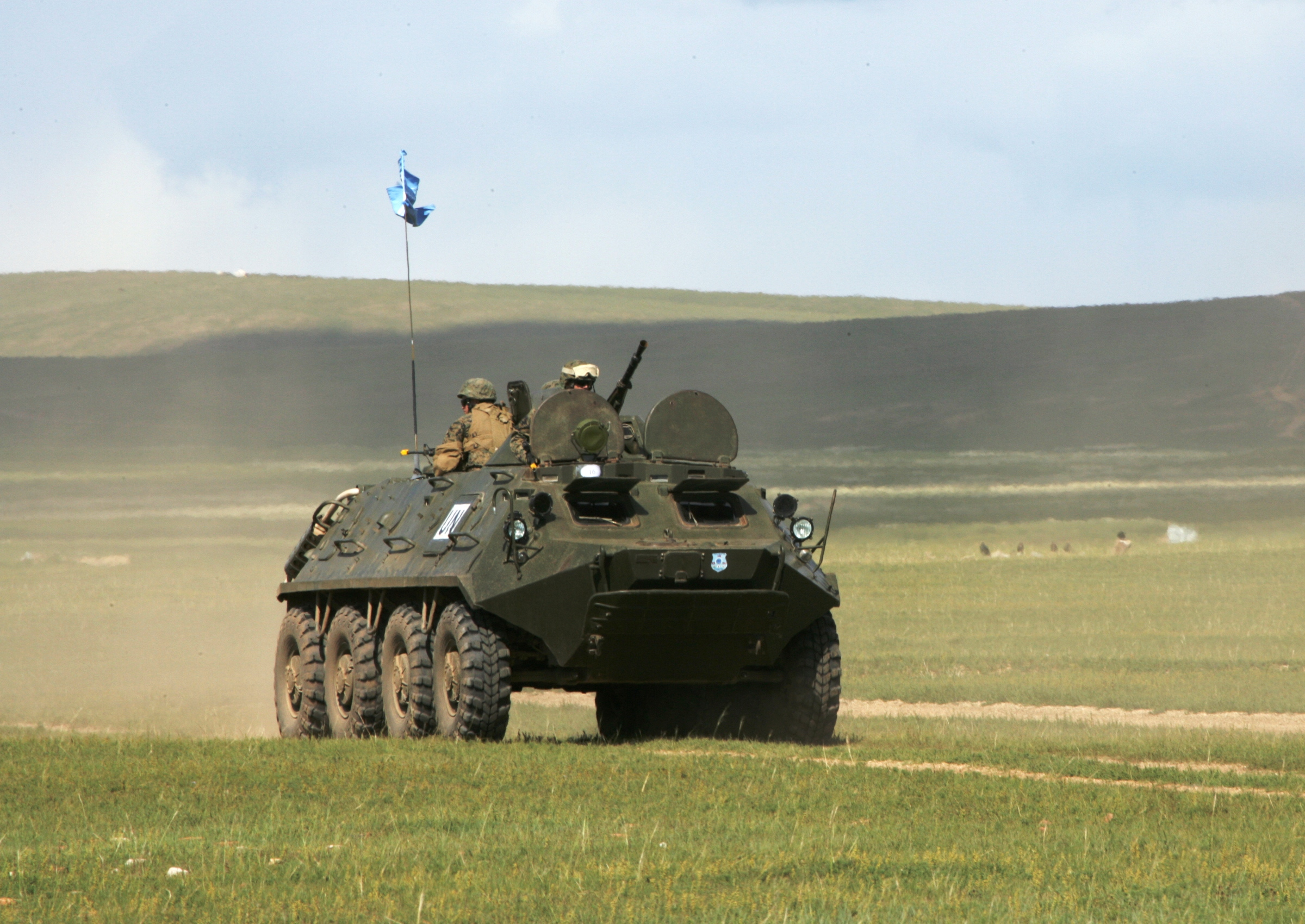
Exercices militaires dans le cadre de Khaan Quest en Mongolie.

La France et la Mongolie développent leur coopération militaire par des actions de formation notamment et d’échange d’expériences (exercices Khaan Quest). Par ailleurs, des officiers mongols sont formés par la France dans la perspective de la participation à des opérations de maintien de la paix, la Mongolie étant le premier pays contributeur aux OMP des Nations unies au regard de sa population.

### Coopération sur des défis internationaux
La Mongolie rejoint les positions françaises sur de nombreux sujets et défis internationaux, et permet à la France de disposer d'un allié en Asie situé géographiquement entre deux membres permanents du Conseil de sécurité de l'ONU que sont la Chine et la Russie. Les sujets sont les suivants :
- la Mongolie s'est déclarée zone exempte d’armes nucléaires, officiellement reconnue en tant que telle par les Nations unies ; et contribue activement dans les instances multilatérales à la promotion de la coopération en vue du désarmement nucléaire mondial[54] ;
- la contribution de la Mongolie aux opérations de maintien de la paix des Nations unies dans le monde entier[30] et le rôle de la Mongolie dans la promotion du respect des droits de l’homme en tant que nouveau membre du Conseil des droits de l’homme (CDH)[55] ;
- la prise de conscience écologique de la Mongolie vis-à-vis des dégâts pour l'environnement que représente l'exploitation de l'industrie minière (Oulan-Bator est classé deuxième ville la plus polluée du monde). Lors de la COP 21 à Paris, la Mongolie a annoncé qu'elle contribuerait à la lutte aux changements climatiques en réduisant de 14 % ses émissions[56].

## Relations culturelles, scientifiques et universitaires

### Culture et langue française en Mongolie

#### Promotion de la langue française en Mongolie
Une alliance française est présente en Mongolie ; créée en janvier 2005, elle est la première institution culturelle européenne à s’installer à Oulan-Bator. Elle compte aujourd'hui environ 600 élèves et forme 40 % des apprenants francophones d’Oulan-Bator. Elle organise, par ailleurs, des événements culturels majeurs dans la capitale mongole, tels des festivals de cinéma et des spectacles variés, ainsi que le festival de la francophonie d’Oulan-Bator qui a fêté sa 20e édition en 2018. Il existe également une école française de Mongolie (classes primaires), aussi présente à Oulan-Bator. Cet établissement comptait, en 2019, 40 élèves de dix nationalités différentes.  

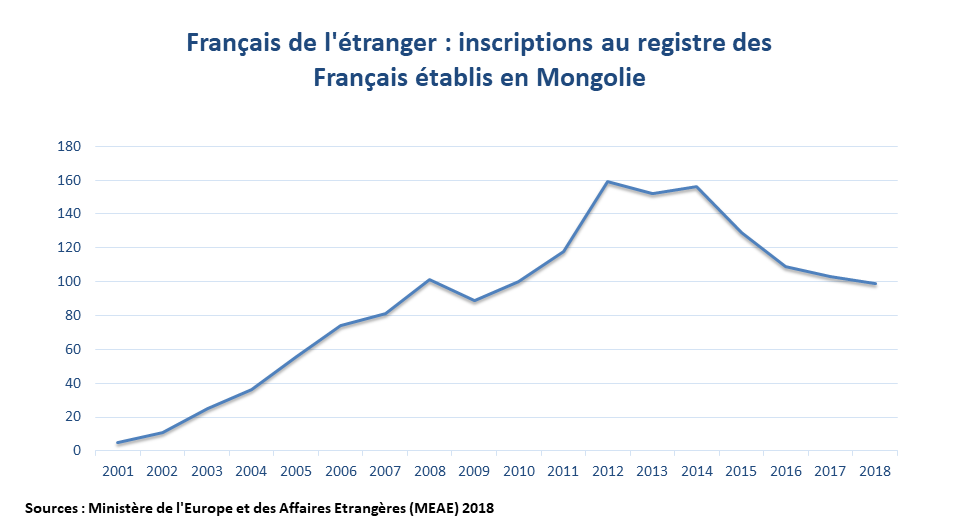
Nombre de Français inscrits au registre du Ministère des affaires étrangères, établis en Mongolie

#### Communauté française en Mongolie
En 2018, 99 personnes sont inscrites au registre des Français établis en Mongolie. Cette communauté a connu un pic en 2012-2013, lors du boom économique de la Mongolie et est quelque peu redescendue depuis. Ces Français travaillent principalement dans le secteur minier, les ONG, le tourisme et l'enseignement.

### Culture mongole en France

#### Communauté mongole en France
La diaspora mongole résidant en France depuis au moins six mois est estimée en 2010 à 2 859 personnes par le Mongolian National Census. Un certain nombre d'associations coexistent en France, liées ou non à la diaspora mongole, et participent à la promotion de la culture mongole et/ou au développement d'actions humanitaires ou de solidarité à destination de la Mongolie. L'ambassade de Mongolie en France en dénombre 29. Parmi elles notamment :
- les Mongols de l’Occident[62] ;
- études mongoles et sibériennes[63] ;
- association Action Mongolie[64] ;
- association des Mongols de France[65].

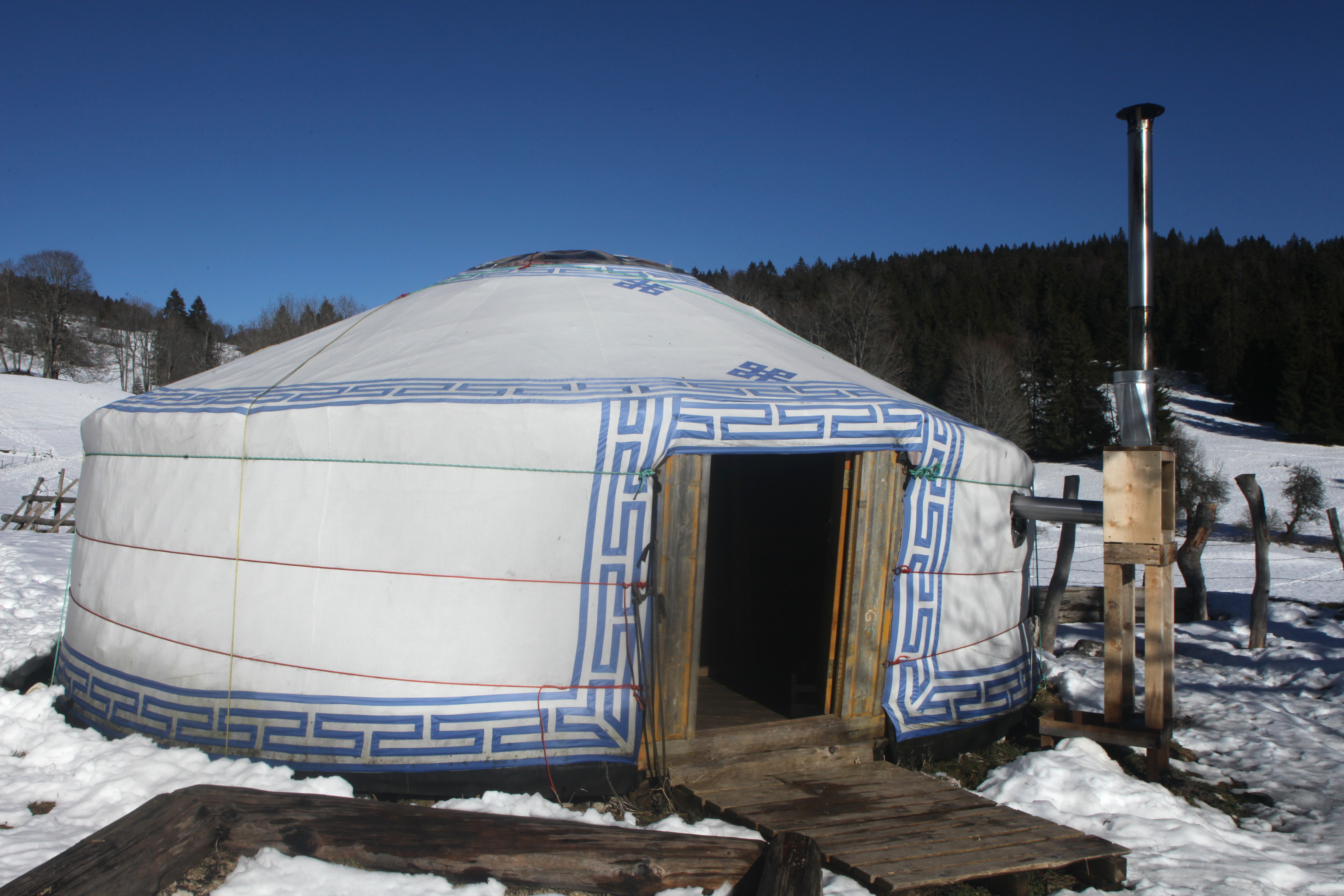
Une yourte en France à la Rochejean.

#### Influence de la culture mongole en France
Connue comme l’habitat traditionnel des Mongols nomades, la yourte mongole s'est répandue en France et devient une offre relativement courante dans des campings ou village de vacances spécialisés, ou encore un mode de vie et d'habitation alternatif.
Le cheval de Przewalski appelé familièrement cheval de Mongolie, est une espèce autrefois présente sur une grande partie du continent eurasiatique. Aujourd'hui, fortement menacée, plusieurs ONG ont vu le jour pour aider à sa préservation. L'une d'elles, l’association Takh créée en 1990, a permis d'introduire le cheval sur le sol français, en Lozère dans le massif des Cévennes. L'association a pu ainsi réintroduire des spécimens dans un parc naturel en Mongolie mais aussi acquérir une solide compréhension du comportement de cette espèce.

### Coopération scientifique et universitaire
La coopération scientifique franco-mongole se développe principalement depuis la révolution démocratique mongole, et cela dans plusieurs champs :
- l'archéologie : la mission archéologique franco-mongole est fondée en 1993 et placée depuis 2003 sous le haut patronage des Présidents français et mongol. Ses recherches se concentrent sur l’Empire Hunnu (Xiongnu) le « premier Empire des steppes ». Depuis son lancement, les résultats des fouilles ont permis d’importants progrès dans la connaissance de ce peuple, ancêtre des Mongols[69] ;
- l'aérospatial : en 2018, l'Autorité des communications et des technologies de l’information (ACTI) de la Mongolie et le CNES, ont signé un accord prévoyant des activités de coopération dans le domaine spatial. Le CNES va donc apporter son savoir-faire à l’élaboration d’un programme spatial en Mongolie, notamment via le développement de nouvelles applications exploitant des outils spatiaux[70] ;
- les géosciences : le BRGM et l’Agence des ressources minières et pétrolières de Mongolie ont signé le 27 juin 2018 à Paris un accord de coopération afin de poursuivre un partenariat engagé en 2013. Ce partenariat doit fournir un cadre pour l'échange de connaissances et l'augmentation des capacités scientifiques et techniques des deux partenaires dans différents domaines des sciences de la Terre[71]. Ce partenariat est lié à l'accord signé entre le Commissariat à l’énergie atomique et aux énergies alternatives (CEA) et l’Agence mongole pour l’énergie nucléaire (NEC)[42].

De même, de multiples accords existent entre les universités françaises et mongoles, notamment entre l'université nationale de Mongolie et l'université de Nice, l'université du Havre, l’université Paris-Diderot ou encore l'INRA de Nantes.

## Coopération humanitaire et de développement
En 2002, la France a lancé un programme d’aide alimentaire dédié à la Mongolie. De nombreux micro-projets de sécurité alimentaire et de développement rural ont ainsi pu être financés dans toutes les provinces du pays. Depuis 2015, ce fonds fonctionne via l'octroi de micro-crédits pour le même type de projets. De plus, la France, l'un des principaux contributeurs au budget européen, participe indirectement à la politique de soutien de l'Union européenne au développement des pays émergents, notamment la Mongolie dont elle est l'un des principaux bailleurs de fonds. 
Par ailleurs, de nombreuses ONG françaises interviennent sur le territoire mongol pour contribuer à différentes problématiques, notamment :
- Actions Mongolie[64] apporte une aide médicale aux populations nomades de la steppe mongole, notamment aux enfants[74] ;
- Agronomes et vétérinaires sans frontières (AVSF) travaille au développement d’une filière de cachemire durable certifiée avec des organisations d’éleveurs (coopératives, groupes d’utilisateurs de pâturages) dans la province de Bayankhongor (sur financement du Fonds français pour l’environnement mondial (FFEM)[75] ;
- Association Pays de l’Allier-Uvurkhangaï[76] est une coopération décentralisée depuis 2004 entre le département de l’Allier et la province de l’Uvurkhangaï qui inclut des volets agricole et agroalimentaire ;
- Ayan Mongolie[77] œuvre dans les domaines du développement durable et du commerce équitable ;
- Proparco (filiale de l’AFD) spécialisée dans le financement du secteur privé, a financé le plan d’investissement de la société laitière Suu, premier acteur sur le marché laitier mongol, avec la Société financière internationale et depuis 2016, cofinance avec la BERD un projet de ferme éolienne[75] ;
- PADEM (Programme d’aide et de développement aux enfants du monde), une ONG franco-luxembourgeoise, travaille sur un projet pilote d’amélioration des conditions de vie des personnes vulnérables dans la capitale financé par la fondation Abbé-Pierre[78].